# Warenrotation
Die Warenrotation (englisch product rotation) ist bei Handelsunternehmen eine betriebswirtschaftliche Kennzahl, welche der Kehrwert der durchschnittlichen Lagerdauer eines Produkts im Lager oder im Verkaufsregal ist. Pendant ist die logistische Reichweite.

## Allgemeines
Limitierender Faktor im Einzelhandel ist die Verkaufsfläche, mit welcher der Umsatzerlös pro m² Ladenfläche als Flächenproduktivität gemessen wird. Deshalb kann die Flächenproduktivität lediglich durch eine höhere Warenrotation oder durch Preiserhöhungen verbessert werden. Eine höhere Warenrotation wiederum kann durch entlang der Kontaktstrecke günstig platzierte Schnelldreher erreicht werden. Hierzu gehören Konsumgüter, die nur kurz am Regalplatz verweilen, was sich durch eine hohe Wiederkaufrate der Verbraucher erklären lässt.

## Konsumgüter
Bei Konsumgütern ist zwischen Verbrauchsgütern (englisch convenience goods) und Gebrauchsgütern zu unterscheiden. Verbrauchsgüter zeichnen sich durch eine hohe Wiederkaufrate aus, sind oft niedrigpreisig (Billigware) und erfordern einfache Kaufentscheidungen. In diese Klasse der Verbrauchsprodukte fallen Butter, Käse, Milch, Süßigkeiten und Getränke oder Taschentücher, Toilettenpapier und Kosmetikprodukte. Gebrauchsgüter werden dagegen über einen längeren Zeitraum genutzt und erst nach ihrer Abnutzung wieder neu angeschafft. Deshalb weisen sie eine wesentlich niedrigere Wiederkaufrate auf und sind oft höherpreisig. Der Kauf dieser Produkte wird länger geplant, die Kaufentscheidung ist komplexer. Zu den Gebrauchsprodukten zählen unter anderem Bekleidung, Hausrat, Kraftfahrzeuge, Möbel und Unterhaltungselektronik (englisch shopping goods) oder Luxusgüter (englisch specialty goods).

## Ermittlung
Die Warenrotation ist proportional zur Lagerumschlagshäufigkeit:
{\displaystyle {\text{Warenrotation}}=\mathrm {Lagerumschlagsh{\ddot {a}}ufigkeit} ={\frac {360\,{\text{Tage}}}{\text{Durchschn. Lagerdauer}}}}.
Erhöht sich die Lagerumschlagshäufigkeit, dann verringert sich die Lagerdauer und umgekehrt. Je niedriger die Lagerdauer, umso höher ist die Warenrotation. Die Warenrotation zeigt an, wie lange Waren in einem Regal verbleiben. Sie wird meist in Rotationen pro Jahr, je nach Branche aber auch pro Monat, Woche (Lebensmitteleinzelhandel) oder gar Tag (Kiosk) angegeben. Die Warenrotation ist am höchsten bei Schnelldrehern, verringert sich bei Normaldrehern und ist sehr gering bei Langsamdrehern.

## Schnelldreher
Bei Schnelldrehern (englisch fast moving consumer goods, fast movers, FMCG; im Fachjargon „Renner“) ist die Warenrotation am höchsten. Hierzu gehören Nahrungs- und Genussmittel, Körperpflegemittel, Reinigungsmittel und vor allem Tageszeitungen. Letztere besitzen die höchste Warenrotation, weil der Zeitraum zwischen Erscheinen und Produktveralterung besonders kurz ist („nichts ist so alt wie die Zeitung von gestern“). Bei Zeitschriften gehen im Einzelhandel die meisten Exemplare am Erstverkaufstag über die Ladentheke. So verkauften sich 2011, als der gedruckte SPIEGEL noch montags erschien („Montag ist Spiegel-Tag“), 72 % der Exemplare montags, am Dienstag nur noch 14 %, am Mittwoch noch 6 % der Auflage. Nicht beeinflusst wird bei Zeitungen und Zeitschriften die Warenrotation durch das Remissionsrecht. Bei Waren ist die Verderblichkeit hoch oder die Haltbarkeit gering, was die Warenrotation beschleunigt. Schnelldreher haben eine niedrigere Out-of-Stock-Rate als Langsamdreher. Abverkäufe, Sonderangebote oder Saisonschlussverkäufe sind ebenfalls mit hoher Warenrotation verbunden.

## Langsamdreher
Bei Langsamdrehern (englisch slow moving consumer goods, slow movers, SMCG; im Fachjargon „Penner“) ist die Warenrotation am geringsten, so dass sie ein erhöhtes Lager- und Absatzrisiko darstellen. Hierzu gehören sämtliche Gebrauchsgüter, deren Warenrotation sogar 1 Jahr (etwa Neuwagen) und mehr betragen kann. Regallücken kommen verhältnismäßig häufiger vor bei Langsamdrehern. Bedingt durch die längere Lagerdauer entfallen auf die Langsamdreher höhere Lagerkosten, so dass sie durch die Preiskalkulation tendenziell teurer sind als Schnelldreher.
Umgangssprachlich wird oft auch der Begriff Ladenhüter verwendet; damit sind Gegenstände gemeint, die über eine lange Zeit nicht verkauft wurden und absehbar auch nicht verkauft werden können.

## Wirtschaftliche Aspekte
Die Warenrotation steht in direktem Zusammenhang mit den vorhandenen Lagerkapazitäten. Langsamdreher beanspruchen diese am längsten, auf sie entfallen deshalb die höchsten Lagerkosten. Daher sind bei ihnen die Kapitalbindung und die Liquiditätsbelastung von großer Bedeutung. Durch die limitierte Verkaufsfläche ist die Regalkapazität eingeschränkt, so dass es besonders bei Kleinunternehmen darauf ankommt, durch viele Schnelldreher eine hohe Flächenproduktivität zu erreichen. Das gilt auch für Läden in Gegenden mit hoher Passantenfrequenz und entsprechend guter Geschäftslage, weil hier die Raumkosten (Mietkosten) sehr hoch sind. Die Flächenproduktivität kann auch durch Verringerung der Langsamdreher oder Preiserhöhungen verbessert werden. Zu vermeiden sind Regallücken durch Lieferengpässe (Angebotslücke) oder Hamsterkäufe (plötzlicher Nachfrageüberhang) ohne jegliche Warenrotation oder das Gegenteil der Überbestände. Bei der Beschaffung ist deshalb auf jederzeitige Lieferbereitschaft der Lieferanten zu achten.